# Ulf Lange
Ulf Günter Lange (* 1967 in Annaberg-Buchholz) ist ein deutscher Politiker (BSW). Er ist seit 2024 Mitglied des sächsischen Landtags.
Lange wuchs im Erzgebirgskreis auf und machte eine Berufsausbildung zum Instandhaltungsmechaniker, in den Folgejahren arbeitete er als Angestellter im Einzelhandel. Lange hatte in der DDR seinen Wehrdienst in einer Einheit absolviert, die direkt dem Ministerium für Staatssicherheit unterstellt war, negierte jedoch eine direkte Verbindung zum MfS und distanzierte sich nach eigenen Angaben von der Ideologie des SED-Regimes. 2023 bis 2024 arbeitete er als kommunaler Angestellter im Energiemanagement der Gemeinde Burkhardtsdorf. Lange wohnt in Auerbach (Erzgebirge), ist ledig und hat ein Kind.
Zwischen 2019 und 2023 war er für die Wählervereinigung Initiative für Auerbach Mitglied des Gemeinderats von Auerbach. Seit 2024 ist Lange Mitglied des Bündnisses Sahra Wagenknecht und belegte bei der Landtagswahl 2024 den 14. Platz der BSW-Landesliste, sodass er Mitglied des 8. sächsischen Landtags wurde.